# Brandon Novak

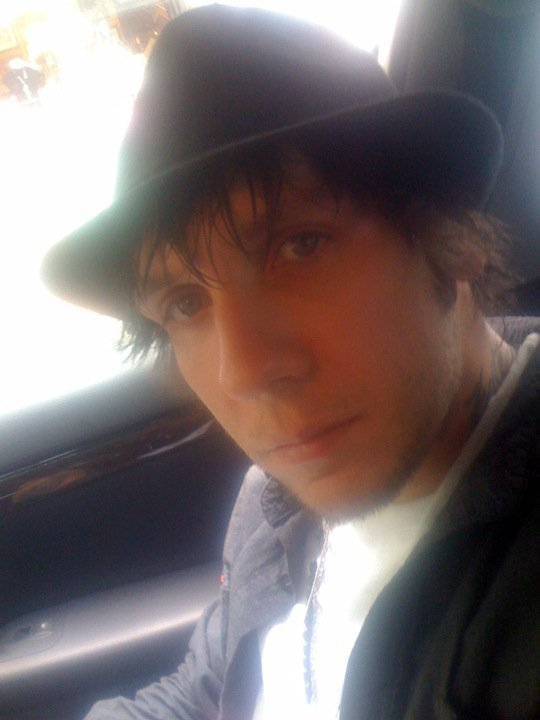
Brandon Novak

Brandon Novak, född 1978 i Maryland, är en amerikansk skejtare och skådespelare främst känd från CKY-filmerna.
Novak har skrivit en bok tillsammans med Joseph Frantz kallad The Dream Seller vilken är baserad på hans liv och upplevelser av heroin i Baltimore.

## Filmografi
- 2001 – CKY 3 - som sig själv
- 2002 – CKY 4: Latest & Greatest - som sig själv
- 2002 – Haggard - Dooley
- 2004-2005 - Viva la Bam - som sig själv
- 2006-2007 - Bam's unholy union - som sig själv
- 2008 – Bam Margera Presents: Where the #$&% Is Santa? - som sig själv
- 2009 – Minghags - Cykelbögen
- 2010 – Jackass 3D - som sig själv